# Perilitus cerealium
Perilitus cerealium är en stekelart som beskrevs av Alexander Henry Haliday 1835. Perilitus cerealium ingår i släktet Perilitus och familjen bracksteklar. Arten är reproducerande i Sverige. Inga underarter finns listade i Catalogue of Life.